# Star Wars: The Force Unleashed II
Star Wars: The Force Unleashed II is een actiespel ontwikkeld en uitgeven door LucasArts. In Europa werd dit vervolg op Star Wars: The Force Unleashed, uitgeven op 29 oktober 2010.
Het spel werd uitgegeven voor op de Xbox 360, PlayStation 3, Microsoft Windows, Wii, Nintendo DS en iOS. Het spel werd ontwikkeld in negen maanden en verbeterd ten opzichte van zijn voorloper op het gebied van gameplay en geluidseffecten.

## Gameplay
Een nieuwe toevoeging zijn extra Forcekrachten, waaronder "Mind Trick" en "Force Fury". Ook zijn er puzzelelementen toegevoegd in het spel en kan de speler nu twee lichtzwaarden tegelijk gebruiken. Het verbeteren van het personage gaat precies hetzelfde als in de voorloper, waarbij de speler een aantal experience points verzamelt door vijanden te doden, en daarmee nieuwe krachten en verbeteringen koopt.
De speler bestuurt een kloon van de oude hoofdpersoon Starkiller, die een geheime leerling van Darth Vader was in The Force Unleashed. De speler gaat op zoek naar zijn identiteit en de liefde van Starkiller, Juno Eclipse.
De speler kan gebruikmaken van de Force en van lichtzwaarden. Het verhaal speelt zich ongeveer zes maanden na de gebeurtenissen uit het eerste deel af. Aan het einde krijgt de speler een belangrijke keuze tussen goed en kwaad.

## Stemacteurs
| Personage                 | Stemacteur        |
| ------------------------- | ----------------- |
| Starkiller, Palpatine     | Sam Witwer        |
| Juno Eclipse              | Nathalie Cox      |
| Rahm Kota                 | Cully Fredrickson |
| Darth Vader               | Matt Sloan        |
| Yoda                      | Tom Kane          |
| Boba Fett, Clone Troopers | Dee Bradley Baker |